# Карстерс, Томас
Томас Карстерс (англ. Thomas Carstairs) — британский и американский архитектор XVIII века родом из Шотландии. После переезда в США жил и работал в Филадельфии.

## Биография
Томас Карстерс был крещён в приходской церкви Нижнего Ларго шотландской области Файф 23 августа 1759 года.
О начальном периоде жизни и обучения Карстерса надёжно ничего не известно. Известно, что он прибыл в Тринадцать колоний на корабле из Лондона в 1780 году, в разгар Войны за независимость, и арендовал дом в Филадельфии, зарегистрировавшись как «плотник и чертёжник».
О его профессиональной деятельности на новом месте в первый раз упоминается в сообщении в газете «Pennsylvania Packet» от 5 февраля 1784 о том, что искусный архитектор и плотницких дел мастер

<...> некоторое время назад прибыл в этот город из Лондона и имеет смелость известить уважаемую публику, что он намеревается следовать своей профессии во всех её применениях. Будучи регулярно занят в своей области и хорошо ознакомившись со всеми современными улучшениями, он льстит себя надеждой быть к удовлетворению тех джентльменов, которые любезно решат его нанять.
Оригинальный текст (англ.)
<...> lately arrived in this city from London, [and] begs leave to inform the Public, that he intends to follow his profession in all its various branches. Being regularly bred to it, and well acquainted with all its modern improvements, he flatters himself he will give satisfaction to such gentlemen as please to employ him.

В том же 1784 году Карстерс попросил о вступлении в Цех Плотников, что было довольно грубым нарушением традиции того времени — цех сам выбирал новых членов и высылал им приглашения. Карстерс тогда получил отказ. Позднее в 1788 он получил приглашение от Цеха, но уже сам ответил отказом от вступления. Примирение состоялось только в 1804 году, когда очередное приглашение Цеха было архитектором принято и подписано в январе 1805 года.
В 1789 Карстерс занял второе место с призом в 5 фунтов на конкурсе архитекторов, организованном LCP для выбора проекта нового здания организации. Первое место получил проект Уильяма Торнтона.
Быстрый рост репутации Карстерса даже без вступления в Цех Плотников показывают события 1793 года. Тогда архитекторы Этьен Халле и Джеймс Хобан публично раскритиковали проект Капитолия, предложенный Уильямом Торнтоном. Президент Вашингтон был против своей воли вовлечён в архитектурный конфликт. Для дополнительного обсуждения он собрал всех троих на встречу под председательством
госсекретаря Томаса Джефферсона. На это ныне вошедшее в анналы истории США производственное собрание Торнтон прибыл с двумя консультантами: Томасом Карстерсом и Уильямом Уильямсом, автором проекта Президентского дома в Филадельфии. По итогам собрания проект Торнтона был принят с внесением некоторых изменений. Эта встреча, вероятно, составила благоприятное впечатление Джефферсона о Карстерсе, так как позднее, в 1798 году, именно к нему Джефферсон отправил для дальнейшего повышения мастерства своего каменщика. 
Томас Карстерс умер 26 июля 1830.